# Liste des sites mégalithiques dans le district de Braga
Cette liste non exhaustive recense les principaux sites mégalithiques dans le district de Braga, au Portugal.

## Liste
| Site                            | Type               | Municipalité           | Notes | Coordonnées                 | Image                |
| ------------------------------- | ------------------ | ---------------------- | ----- | --------------------------- | -------------------- |
| Menhir de Feitos                | Menhir             | Barcelos               |       | 41° 34′ 23″ N, 8° 41′ 17″ O |                      |
| Mamoa de Lamas                  | Dolmen             | Braga                  |       | 41° 30′ 12″ N, 8° 25′ 54″ O |                      |
| Anta da Cruzinha                | Dolmen             | Esposende              |       | 41° 33′ 53″ N, 8° 44′ 56″ O |                      |
| Anta de Portelagem              | Dolmen             | Esposende              |       | 41° 34′ 03″ N, 8° 46′ 03″ O | Dolmen de Portelagem |
| Mamoa de Rapído                 | Dolmen             | Esposende              |       | 41° 34′ 43″ N, 8° 45′ 44″ O |                      |
| Menhir de São Bartolomeu do Mar | Menhir             | Esposende              |       | 41° 34′ 35″ N, 8° 47′ 17″ O |                      |
| Menhir de São Paio de Antas     | Menhir             | Esposende              |       | 41° 36′ 03″ N, 8° 46′ 01″ O |                      |
| Cruz de Estival                 | Ciste mégalithique | Fafe                   |       | 41° 30′ 36″ N, 8° 06′ 03″ O |                      |
| Mamoa do Mar de Agua            | Dolmen             | Vila Nova de Famalicão |       | 41° 25′ 58″ N, 8° 27′ 27″ O |                      |
| Menhir de Penedos da Portela    | Menhir             | Vila Verde             |       | 41° 40′ 43″ N, 8° 29′ 33″ O |                      |
| Ciste de Sao Bento das Peras    | Ciste mégalithique | Vizela                 |       | 41° 23′ 16″ N, 8° 17′ 18″ O |                      |